# Vom Webstuhl zur Weltmacht
Vom Webstuhl zur Weltmacht ist eine sechsteilige Fernsehserie, die 1983 im Auftrag des Bayerischen Rundfunks in Deutschland und der Tschechoslowakei entstand. Sie zeigt den Aufstieg und den Fall der Familie Fugger zwischen dem 14. und 16. Jahrhundert.
Das Drehbuch, welches auf der Buchvorlage Kauf dir einen Kaiser von Günter Ogger basiert, lieferte Leopold Ahlsen, Regie führte Heinz Schirk. Gedreht wurde unter anderem in Prag. Als Chronist diente Günther Sauer, die Kamera führte Jaroslav Kucera, für das Szenenbild war Karel Vacek zuständig.
Zum Anlass des 550. Geburtstags von Jakob Fugger wiederholte der Fernsehsender BR-alpha die Serie im Juli 2009.

## Handlung
In der aufwendigen Produktion wurde der Zeitraum vom Aufstieg bis zum Fall der Familie Fugger nachgezeichnet. Ausgangspunkt ist dabei Hans Fugger, der als einfacher Bauer nach Augsburg ging, dort das Weberhandwerk erlernte und es vom Gesellen zum Meister brachte. Höhepunkt der Fuggerzeit war dann die Regentschaft von Jakob Fugger, genannt der Reiche, der die Firma zu einer Machtinstitution im Reich formte und als einer der wohlhabendsten Männer seiner Epoche galt. Mit seinem Tode allerdings begann der langsame Abstieg der Familie bis hin zur Bedeutungslosigkeit.
Geschildert wird in der Serie das Gefüge jener Epoche, der Einfluss der Kirche und des Papstes, die unruhige Zeit der Reformation und Bauernkriege sowie die Ständegesellschaft. Ebenso die Zeit der Pest, die Judenverfolgungen und die Intrigen und machtpolitischen Ränkespiele der zahllosen Fürsten und sonstigen Adeligen. Das Zeitalter der Fugger ist geprägt vom Wandel, vom Übergang des ausgehenden Mittelalters in eine neue Epoche. Dazu zählt auch der Fernhandel nach Amerika, dem gerade erst entdeckten Kontinent.
Geschildert wird auch das Privatleben, der Mensch, der hinter der Person des Jakob Fugger steckte. Sein persönliches Schicksal und Wirken nimmt in der Serie einen breiten Rahmen ein. Er selbst hatte erkannt, dass die Firma, die er groß und mächtig machte, wohl kaum nach seinem Tode in dem Rahmen weiterexistieren konnte, zumal er von seinen Verwandten nichts hielt. Mit seinem Nachfolger, Antoni Fugger, setzte dann auch der allmähliche Abstieg der Firma ein. Passend dazu der Name der letzten Folge, mit dem Titel „Nichts unter der Sonne hat Bestand.“ (lat.: Nihil sub sole perpetuum). Dieser Ausspruch ist von Antoni Fugger überliefert.

## Episodenliste
| Episode  | Titel                              |
| -------- | ---------------------------------- |
| 1 (1-01) | Stadtluft macht frei               |
| 2 (1-02) | Der Schatz im Berge                |
| 3 (1-03) | Jakob der Reiche                   |
| 4 (1-04) | Ein Kaiser wird gemacht            |
| 5 (1-05) | Beherrscher des Marktes            |
| 6 (1-06) | Nichts unter der Sonne hat Bestand |